# Villa Petitot
Villa Petitot, ora Villa Anceschi, è un edificio in stile neoclassico situato in strada Madonnina Gigli 25 a Marore, piccola frazione di Parma; conserva al suo interno un raro teatrino settecentesco, progettato dall'architetto Ennemond Alexandre Petitot.

## Storia
Il nucleo originario della villa fu acquistato nella seconda metà del XVIII secolo dall'architetto di corte Ennemond Alexandre Petitot, che, nel periodo compreso tra il 1753 e il 1776, ampliò la struttura aggiungendo i due corpi laterali e realizzò il giardino alla francese sul retro e il teatrino neoclassico interno. In seguito alla caduta in disgrazia del primo ministro ducale Guillaume du Tillot nel 1771, l'architetto si trasferì nell'edificio, ove allestì anche la piccola compagnia teatrale "Società Petitot", che, comprendendo tra gli attori lo stesso Petitot, fino al 1791 si esibì privatamente nel teatrino interno.
Nel 1800 l'architetto donò la villa e i suoi averi al nipote Ennemondo Alessandro Petitot de Mont-Louis, che, nominato suo erede nel 1781, si era trasferito nell'edificio già da alcuni anni; alla morte nel 1825 del conte, eletto nel 1821 podestà di Marore, gli succedette il figlio Telesforo. Quest'ultimo occupò la villa saltuariamente, in occasione di battute di caccia, e ne affidò la gestione all'amministratore Gaetano Boni, che ne divenne proprietario entro il 1875; dopo la sua scomparsa, gli succedettero dapprima la moglie, poi la figlia Leonilde, coniugata Marcello, e infine la nipote Giovanna.
La proprietà pervenne successivamente alla famiglia Anceschi, che verso la fine del XX secolo restaurò la struttura, frazionata in appartamenti, e il teatrino privato, conservatosi nei secoli perfettamente integro.

## Descrizione
Il parco si estende su una pianta pressoché rettangolare a sud di strada Madonnina Gigli, parallelamente alla quale si sviluppa la villa.

### Villa

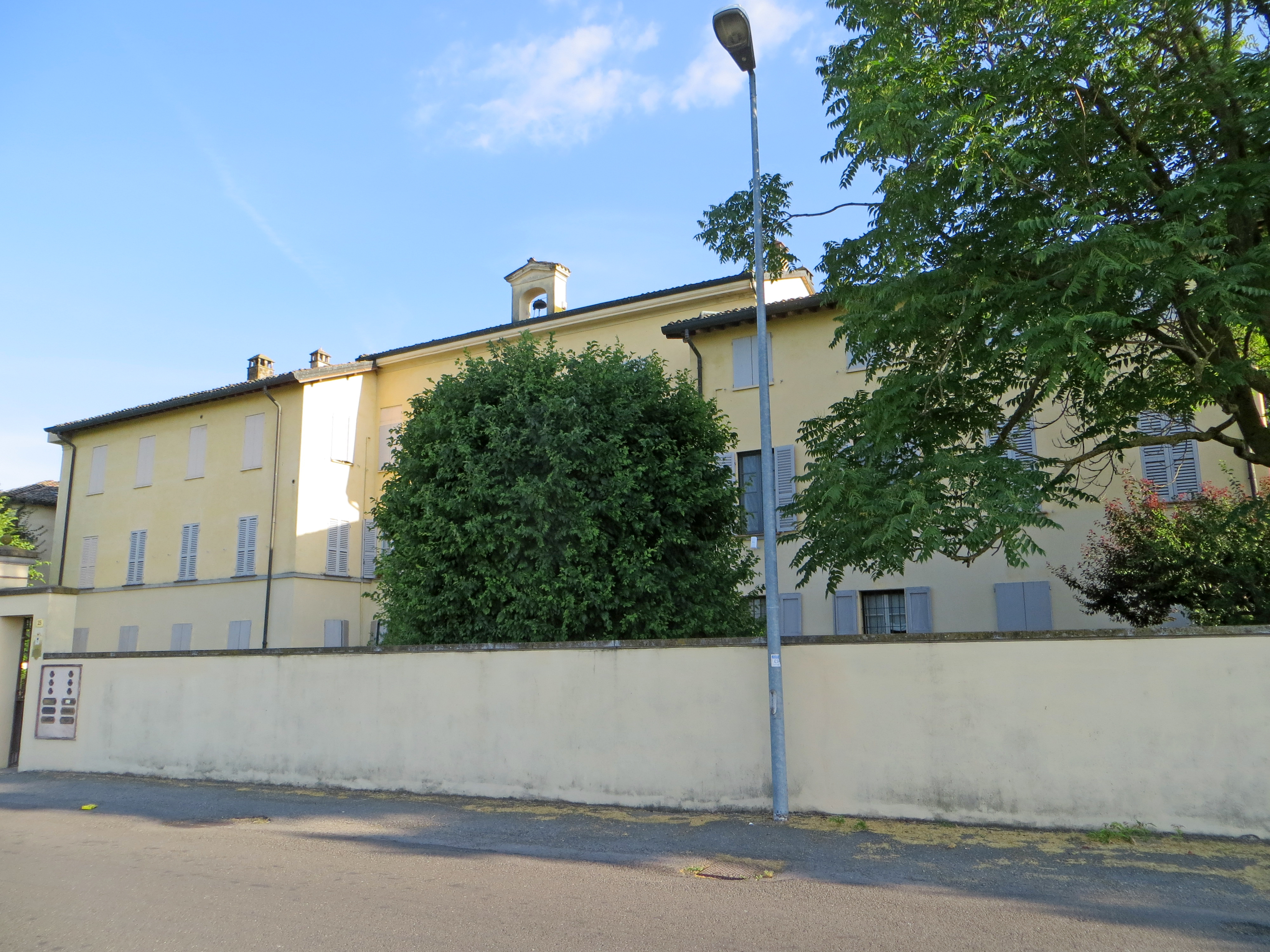
Facciata

La villa si articola su una simmetrica pianta a C allungata ed è preceduta da un piccolo cortile, chiuso con una cancellata delimitata da due pilastri neoclassici.
L'asimmetrica facciata, interamente intonacata, si innalza su tre livelli ed è suddivisa in tre parti, corrispondenti al corpo centrale e alle ali laterali, di cui quella est più alta; nel mezzo si apre il portale d'accesso ad arco ribassato, delimitato da due piedritti in laterizio e sormontato da un frontone rettangolare in finto bugnato, contenente in chiave di volta un medaglione in terracotta; più in alto oltre la finestra del primo piano è collocato un orologio quadrato, mentre sulla sommità del tetto si staglia un piccolo campanile a vela con apertura ad arco ribassato.
Sul retro il portale centrale affacciato sul parco è chiuso da un portone, sulle cui ante campeggiano due grandi stemmi.
All'interno l'androne, coperto da una volta, dà accesso agli ambienti laterali, occupati originariamente da salottini, e alla scala. Al piano nobile, nel salone centrale trovavano posto, fra gli altri, due dipinti raffiguranti Ennemond Alexandre Petitot ed Ennemond Alexandre Petitot de Mont Louis, eseguiti probabilmente da Domenico Muzzi, benché a lungo attribuiti a Johann Zoffany; nel 1980 i ritratti furono donati dalla famiglia Marcello all'Accademia Nazionale di Belle Arti di Parma. L'ala sinistra era anticamente occupata da ambienti di rappresentanza, tra cui una sala da ballo, una sala da gioco e vari salottini.

### Teatrino
Un ambiente a pianta rettangolare all'interno del sottotetto conserva il teatrino settecentesco neoclassico, dotato di palcoscenico sopraelevato.
La sala conserva gli arredi originari, comprendenti una serie di panche in legno e alcuni mobili a buffet alle pareti; delle tre finestre presenti, due si affacciano verso sud sul giardino della villa.
Alle estremità del palcoscenico si elevano due pilastri in mattoni, mentre sui lati, sul fondo e sul soffitto sono presenti pannelli in legno interamente dipinti. Lo scenario è suddiviso in tre parti da una serie di colonne in finto marmo rosso di Verona, coronate da capitelli dorici, che proseguono anche sui fianchi; nel mezzo la porta, sormontata da un riquadro dipinto a chiaro-scuro con putti che giocano, si apre verso il fondale, affrescato a trompe-l'œil con un finto paesaggio, raffigurante in prospettiva centrale un viale di cipressi che si spinge verso la collina, ove si staglia un grande palazzo, sormontato da alcuni monti e, in sommità, un castello; i due pannelli laterali, rimovibili per consentire uno sguardo più aperto sul fondale, sono decorati in monocromo con due finte nicchie contenenti le statue di Apollo e di Minerva. Sui fianchi si aprono altre due porte, sovrastate da tondi con putti. A copertura, infine, è dipinto al centro un finto velario ovale dorato, retto da una serie di putti, seduti su una finta architettura decorata con una serie di medaglioni e un fregio di festoni in monocromo; nel mezzo si staglia una grossa ghirlanda di fiori, intrecciata a racemi e a una lira.

### Parco
Il parco sul retro della villa riprende solo in parte il tracciato del giardino alla francese progettato dal Petitot, con vialetti affiancati da siepi geometriche di bosso; all'impianto originario si aggiungono numerose alberature a boscaglia, che spezzano la rigorosa simmetria settecentesca.